# Železniční trať Velké Březno – Lovečkovice – Verneřice/Úštěk

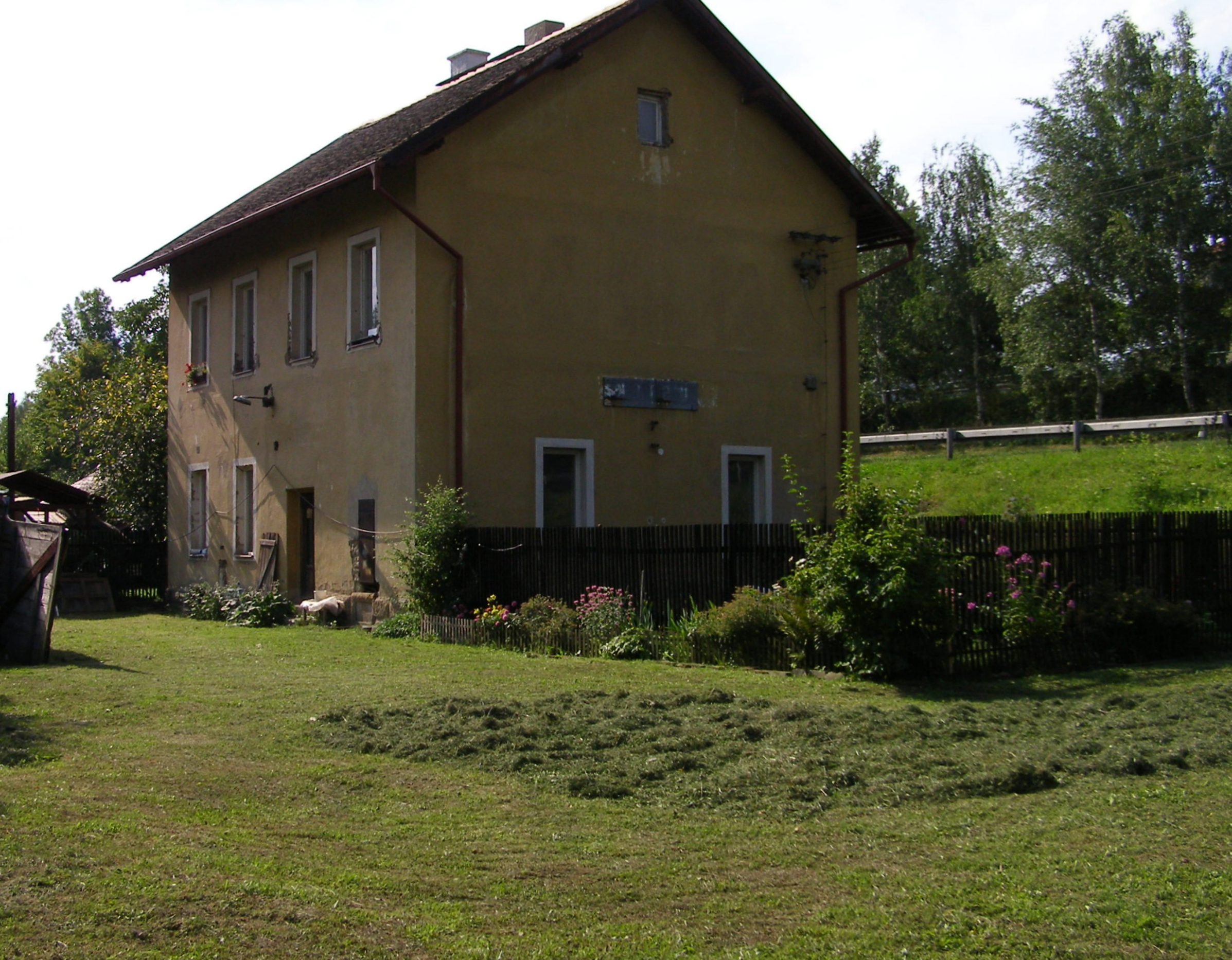
Staniční budova v bývalé stanici Úštěk horní nádraží v roce 2008. Tato stanice byla spojena spojkou se stanicí Úštěk na stávající trati z Lovosic do České Lípy. Osobní vlaky po ní však nejezdily.

Železniční trať Velké Březno – Zubrnice – Lovečkovice – Verneřice a její větev Lovečkovice – Úštěk o délce 19 km byly zprovozněny v roce 1890 a zrušeny byly v roce 1978. V úseku Velké Březno – Zubrnice byla doprava krátce muzeálně provozována v roce 1993. O obnovení muzejního provozu v tomto úseku usilovalo od roku 1993 občanské sdružení Zubrnická museální železnice. Nakonec uspělo a provoz byl obnoven 28.  října 2010. V roce 1998 byl úsek Velké Březno – Lovečkovice prohlášen kulturní památkou. K 9. lednu 2018 měla tato dráha status vlečky s názvem „Místní dráha Velké Březno – Úštěk“. V roce 2019 vznikl Svazek obcí pro silnici II/260, který si mj. klade za cíl obnovu provozu železniční dráhy Velké Březno – Úštěk.

## Historie

### Vybudování trati
V této oblasti Českého středohoří bylo rozvinuté zemědělství, zvláště ovocnářství a chmelařství. V okolí Verneřic byla i střediska průmyslu a těžilo se zde hnědé uhlí. V roce 1874 Rakouská severozápadní dráha zprovoznila hlavní železniční trať podél pravého břehu Labe mezi Ústím nad Labem a Děčínem.

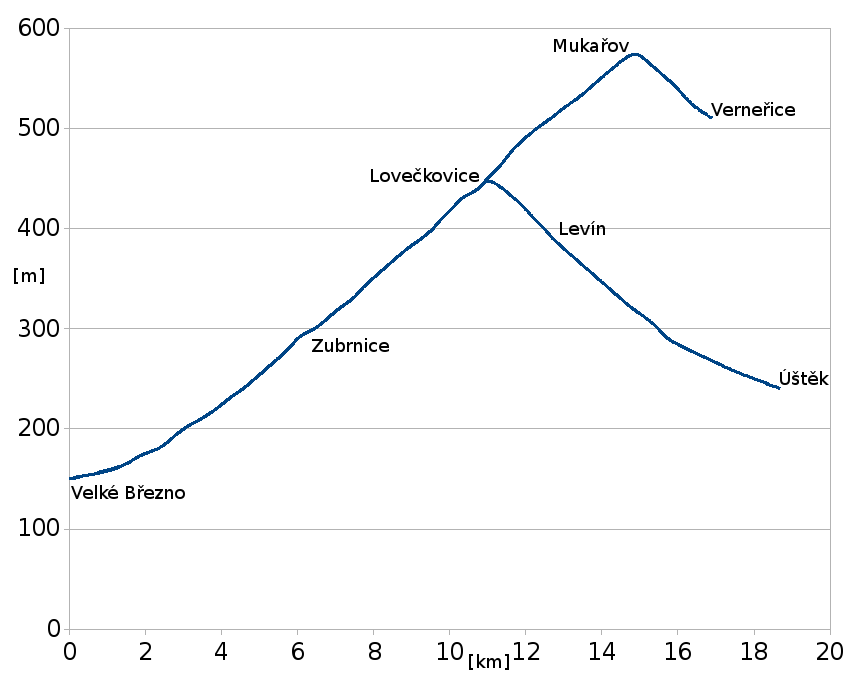
Výškový profil trati Velké Březno – Úštěk/Verneřice

Nový Zákon o místních drahách z roku 1880 umožnil vedení trati více přizpůsobit náročnějšímu terénu. Roku 1889 byla zejména z iniciativy verneřických podnikatelů založena akciová společnost Místní dráha Velké Březno – Verneřice – Úštěk (Localbahn Grosspriesen – Wernstadt – Auscha – L.G.W.A). Za hlavního iniciátora byl považován Julius Leon von Wernburg, zakladatel textilní továrny ve Verneřicích, a verneřický radní (později starosta) a pivovarský sládek Josef Renftel.
Stavba byla zadána vídeňské firmě Stern a Hafferl. Stála 1 200 000 rakouských korun. 18. srpna 1890, k příležitosti 60. narozenin císaře Františka Josefa I., byl zahájen provoz na 17 kilometrů dlouhém úseku z Velkého Března do Verneřic, 8 km dlouhá odbočka z Lovečkovic do Úštěku byla zprovozněna 11. září 1890. Provoz zajišťovala společnost Rakouské severozápadní dráhy na účet vlastníka.

### Pravidelný provoz
Zpočátku měla trať hlavní příjmy z nákladní dopravy, postupem času nabývala významu i rekreační osobní doprava. Ve třicátých letech v době hospodářské krize se uvažovalo o zastavení dopravy v úseku Lovečkovice – Úštěk. V letech 1938–1945 byla dráha součástí Německých říšských drah. Vysídlení zdejšího německého obyvatelstva v roce 1945 mělo za následek i útlum místního průmyslu. Zbylé podniky využívaly stále více silniční dopravu. Trať se stala nerentabilní, význam měla trať především pro víkendovou rekreační osobní dopravu a ani pro tu nebyla dostatečně vyhovující.
Naposledy byly obě větve trati provozovány jako trať č. 7k podle jízdního řádu pro rok 1977/1978, poslední pravidelné motorové vlaky zde projely 27. května 1978, poslední nákladní vlak o dva dny dříve.
V letech 1978–1979 byl snesen traťový svršek z úseku Verneřice–Lovečkovice, v letech 1985–1988 z úseku Úštěk – Lovečkovice.
Přibližně v trase zrušené železnice jezdí autobusová linka č. 592452 z německého Bahratalu přes Zubrnice do Verneřic. Z Lovečkovic do Úštěka pak jezdí linka č. 632. Obě linky jsou provozované Dopravní společností Ústeckého kraje.

### Muzejní železnice
Okresní vlastivědné muzeum Ústí nad Labem právě koncem 70. let 20. století začínalo budovat skanzen lidové architektury v Zubrnicích. Traťový úsek Velké Březno – Zubrnice měl podle tehdejších plánů sloužit jako muzejní železnice. V rámci těchto plánů bylo částečně opraveno nádraží v Zubrnicích. V roce 1980 byl založen Kroužek přátel železnice. Pro nezájem institucí a kvůli špatné spolupráci s muzeem se však nikdy nepodařilo trať pro historické vlaky zprovoznit. Koncem 80. let byl zpracován projekt na přeměnu nádraží v železniční skanzen, některé stavby byly zahájeny, ale nebyly dokončeny.
V roce 1993 bylo, především členy někdejšího Kroužku přátel železnice, založeno občanské sdružení Zubrnická museální železnice (ZMŽ), které se od té doby snaží o privatizaci a obnovení trati. Dne 29. května 1993 a v následujících měsících toho roku se zdařilo několik zkušebních jízd z Velkého Března do Zubrnic. Od 1. ledna 1994 byl provoz zastaven a nový zákon o dráhách, 266/1994 Sb., další zkušební provoz museální železnice v dosavadní formě znemožnil.
V roce 1996 se podařilo zabránit odpojení této lokálky od hlavní tratě ve Velkém Březně, při úpravách vzniklo u nádraží vlastní kolejiště muzejní dráhy. Od roku 1997 pokračuje sdružení ZMŽ v opravách trati do Zubrnic a v roce 1998 byl 11 kilometrů dlouhý úsek z Velkého Března přes Zubrnice až do Lovečkovic zapsán na seznam kulturních památek ČR.
V říjnu 2008 byly všechny zbylé součásti stavby bývalé celostátní dráhy Velké Březno – Verneřice – Úštěk horní nádraží včetně pozemků převedeny z vlastníka SŽDC s.o. na občanské sdružení Zubrnická museální železnice. V dubnu 2009 se úsek Velké Březno – Zubrnice – Úštěk stal právně opět drahou, konkrétně vlečkou.
Dne 28. října 2010 byl na úseku trati Velké Březno – Zubrnice zahájen občasný veřejný železniční provoz. Na vlaky byl nasazen historický motorový a přípojný vůz, vlaky přepravovaly jízdní kola a kočárky.
Od roku 2016 je za podpory Ústeckého kraje provozována turistická linka T3. Linka je v provozu od začátku dubna do konce října o víkendech a svátcích. Vlaky jezdí 4x denně na trase Ústí nad Labem-Střekov – Zubrnice a zpět. Obvykle je na linku nasazován motorový vůz M 131.1 Hurvínek.
Každý rok v září se konají speciální jízdy, kdy je posílená souprava vlaku tažena parní lokomotivou.
V roce 2018 započaly práce na obnově dalšího úseku trati: Zubrnice–Lovečkovice. Byla položena část železničního svršku v bývalé stanici Lovečkovice a otevřena zde malá expozice s historií této stanice. Zároveň začala postupná obnova trati od nádraží v Zubrnicích.
V roce 2019 byl založen dobrovolný Svazek obcí pro silnici II/260, který si mj. klade za cíl obnovu provozu železniční dráhy Velké Březno – Úštěk.
Spolek spolupracuje s dopravní průmyslovou školou v Děčíně, jejíž žáci zde vykonávají praktickou výuku.
V roce 2022 bylo obnoveno kolejiště stanice Úštěk horní nádraží a spojka na trať Lovosice – Česká Lípa.

### Plánované tramvajové muzeum a trať
Úsek Lovečkovice–Mukařov na verneřické větvi získal před rokem 2020 spolek Trammuseum, jenž jej plánuje využívat pro provoz historických tramvají mimo jiné ze zrušeného provozu v Ústí nad Labem. V Lovečkovicích má vzniknout též depo pro tramvajové vozy spolku. Za finančního přispění Ústeckého kraje získal spolek v roce 2020 kolejnice a výhybky ze zrušené tramvajové vozovny v Bernu.
V únoru 2023 podal spolek žádost o změnu kategorie dráhy z vlečky na tramvajovou dráhu, a to v úseku Lovečkovice–Mukařov v km 11,063–14,810. Má jít o tramvajovou dráhu o rozchodu 1000 mm a s napájecí soustavou 600/750 V stejnosměrného napětí. Změnou tohoto úseku na tramvajovou trať ztratí zbylý úsek do Verneřic charakter dráhy – vlečky. Drážní úřad v září 2023 rozhodl, že úsek Lovečkovice–Mukařov o délce 3,747 km se zařazuje mezi tramvajové dráhy. Obec Lovečkovice se proti danému rozhodnutí v říjnu 2023 odvolala.

### Železniční trať ve filmu
Na sklonku pravidelného provozu, v srpnu roku 1975 se zde natáčely epizody filmu Páni kluci. Později, již pod hlavičkou muzejní železnice, se zde natáčel film Rebelové režiséra Filipa Renče. Kromě uvedených filmů se na trati a v její přilehlých objektech natáčely části několika dalších filmů a dokumentů.

## Popis trati
Nejnižší stanice, Velké Březno, leží u Labe v nadmořské výšce 148 metrů. Nejvyšší místo na trati, 575 m n. m., je u zastávky Mukařov.
Na trati nejsou žádné tunely ani velké mosty. Sklon trati však místy překračoval i 40 promile. V zimním období museli vlak například v okolí Mukařova často vyprošťovat železničáři a místní obyvatelé s lopatami.

## Galerie

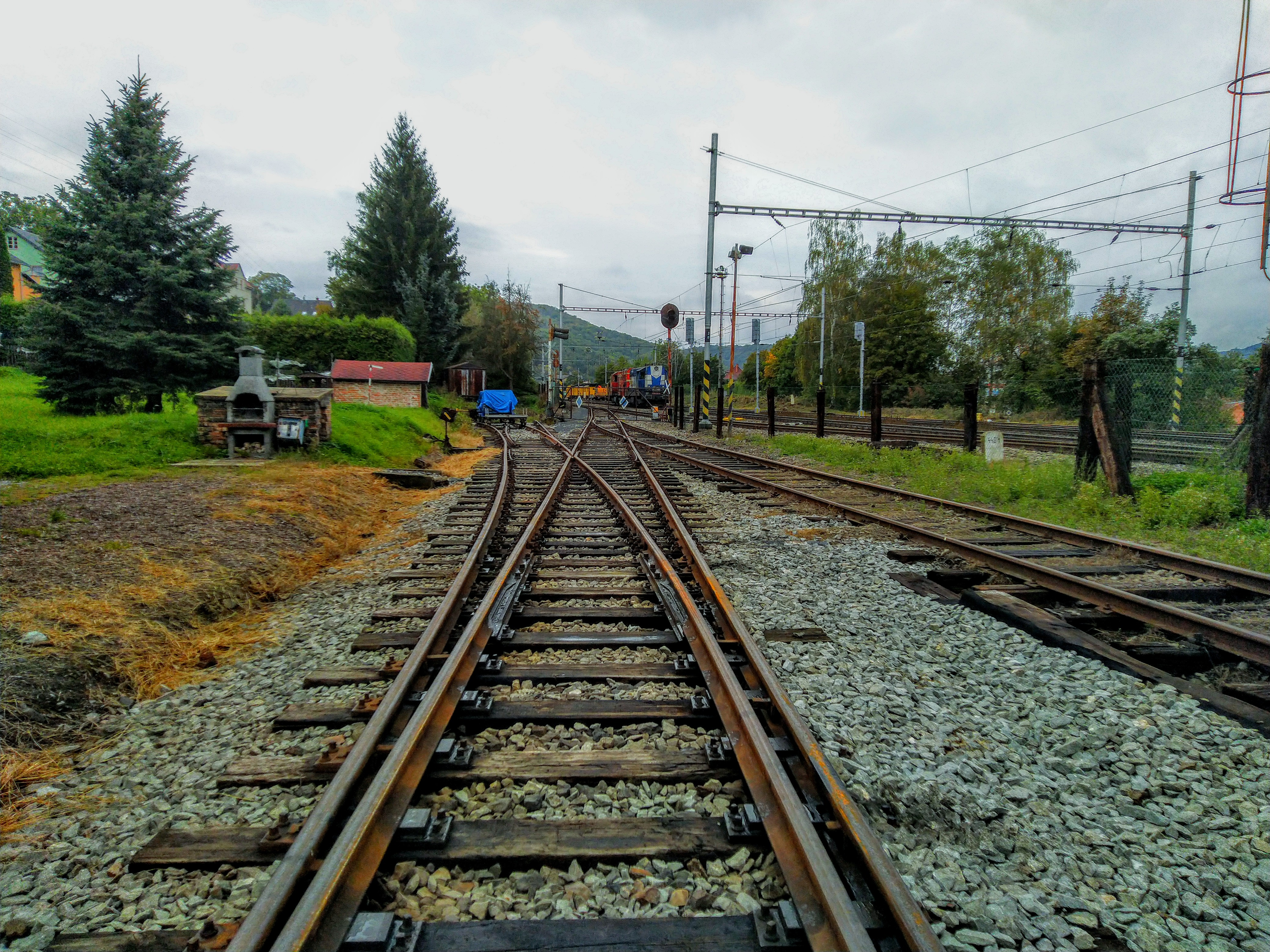
Napojení dráhy na trať Ústí nad Labem – Děčín ve Velkém Březně.
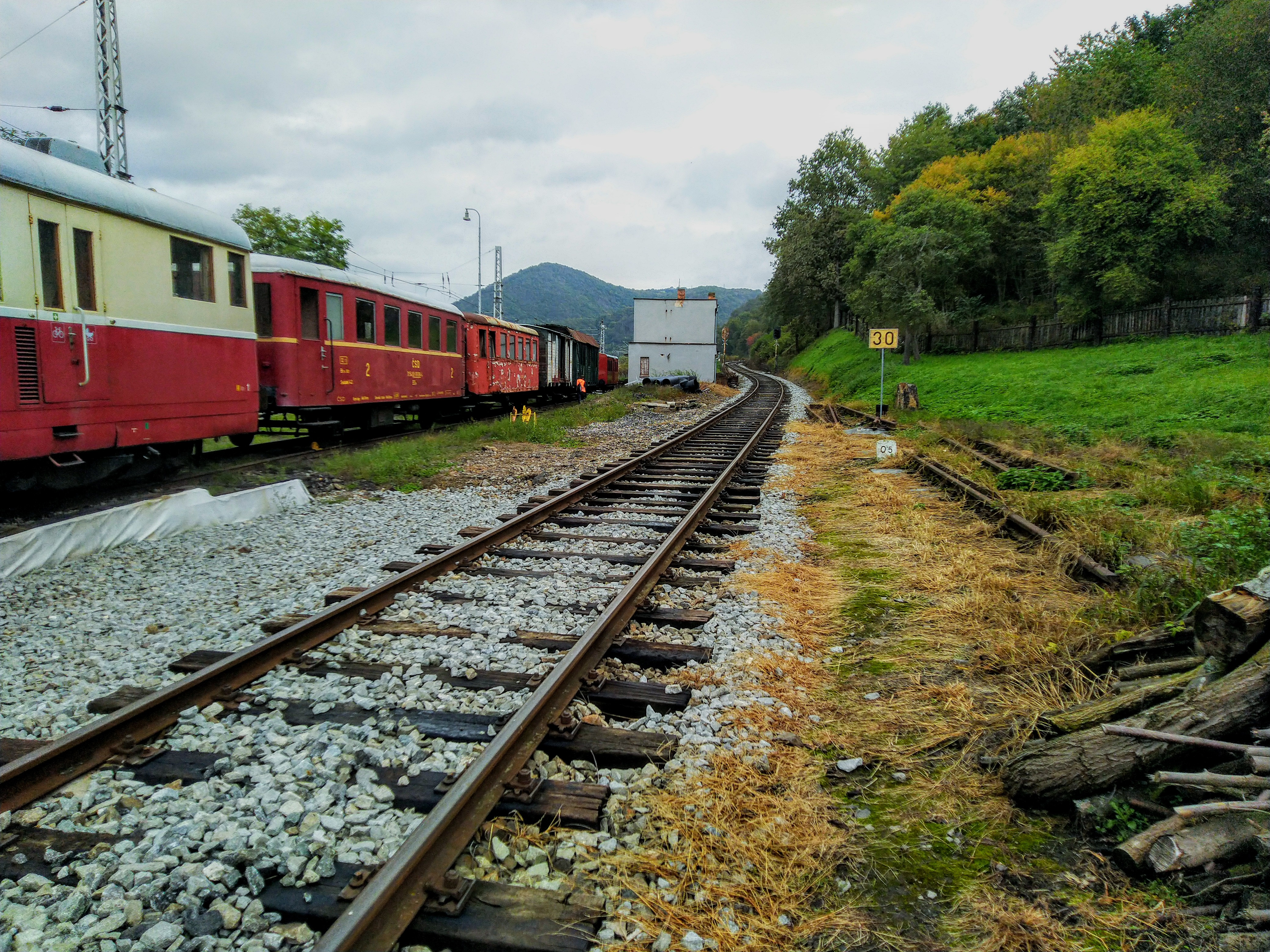
Začátek dráhy ve Velkém Březně.
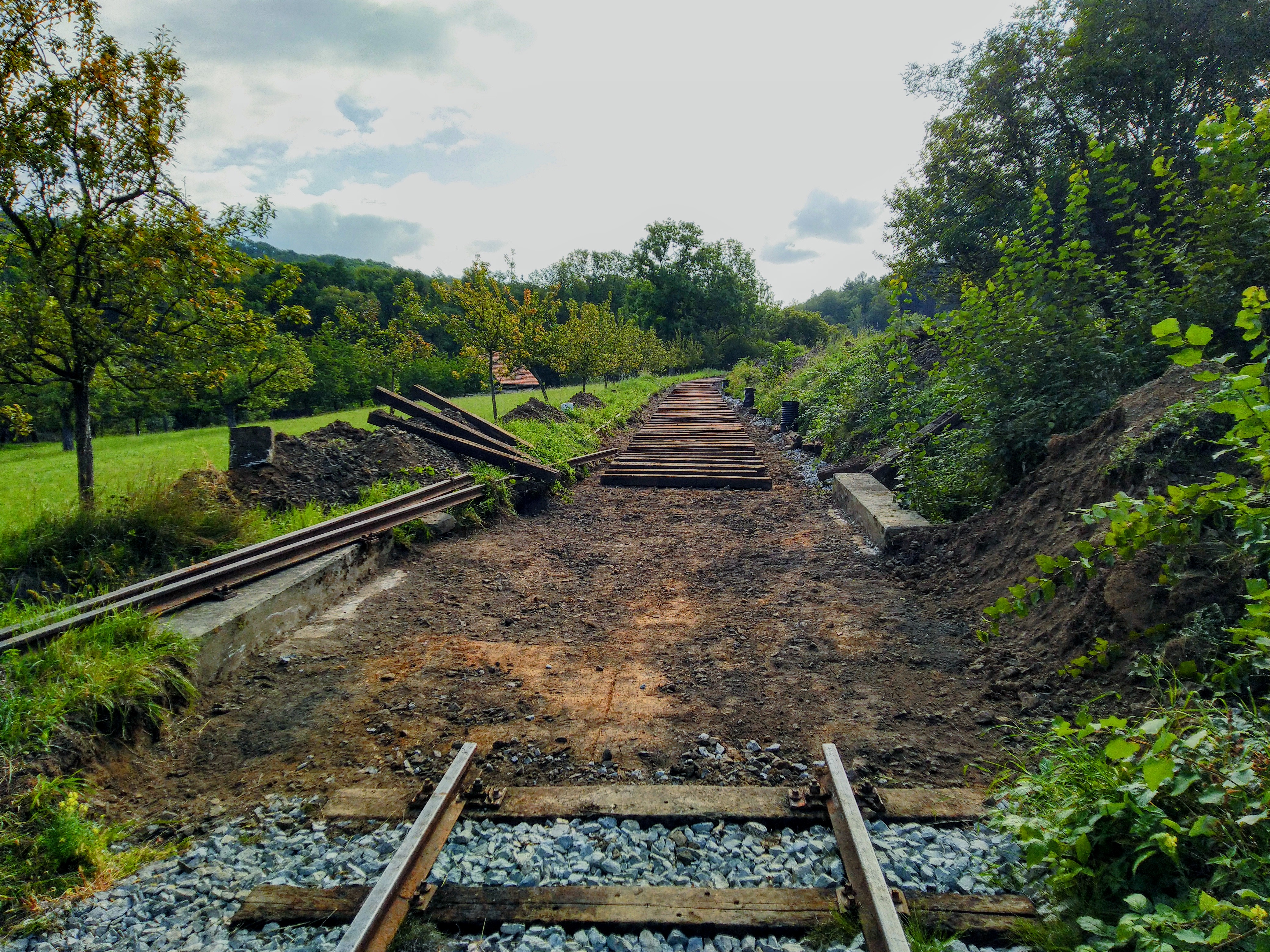
Stavba trati Zubrnice–Lovečkovice, studenty VOŠ Děčín, září 2019.
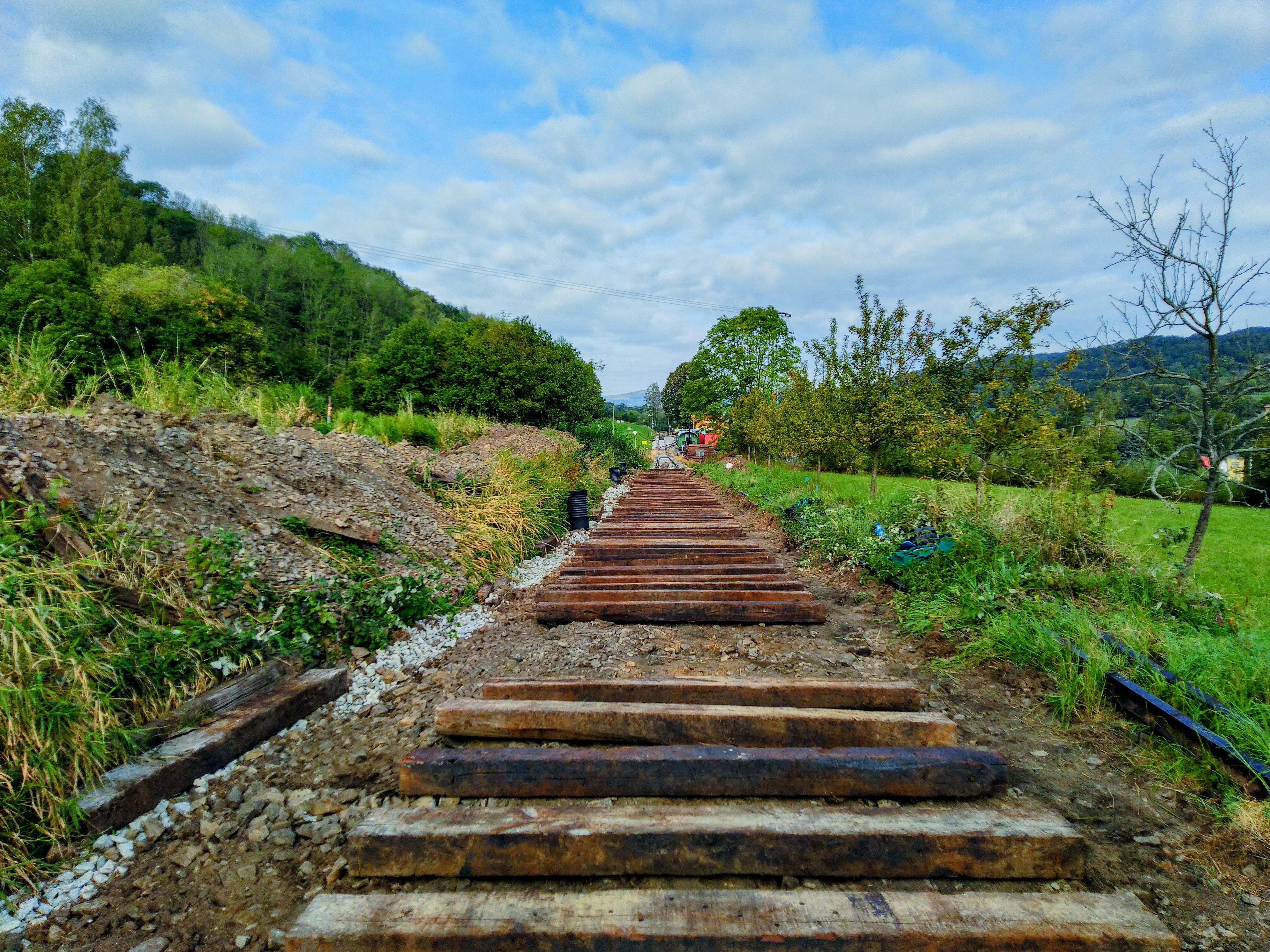
Stavba trati Zubrnice–Lovečkovice, studenty VOŠ Děčín, září 2019.
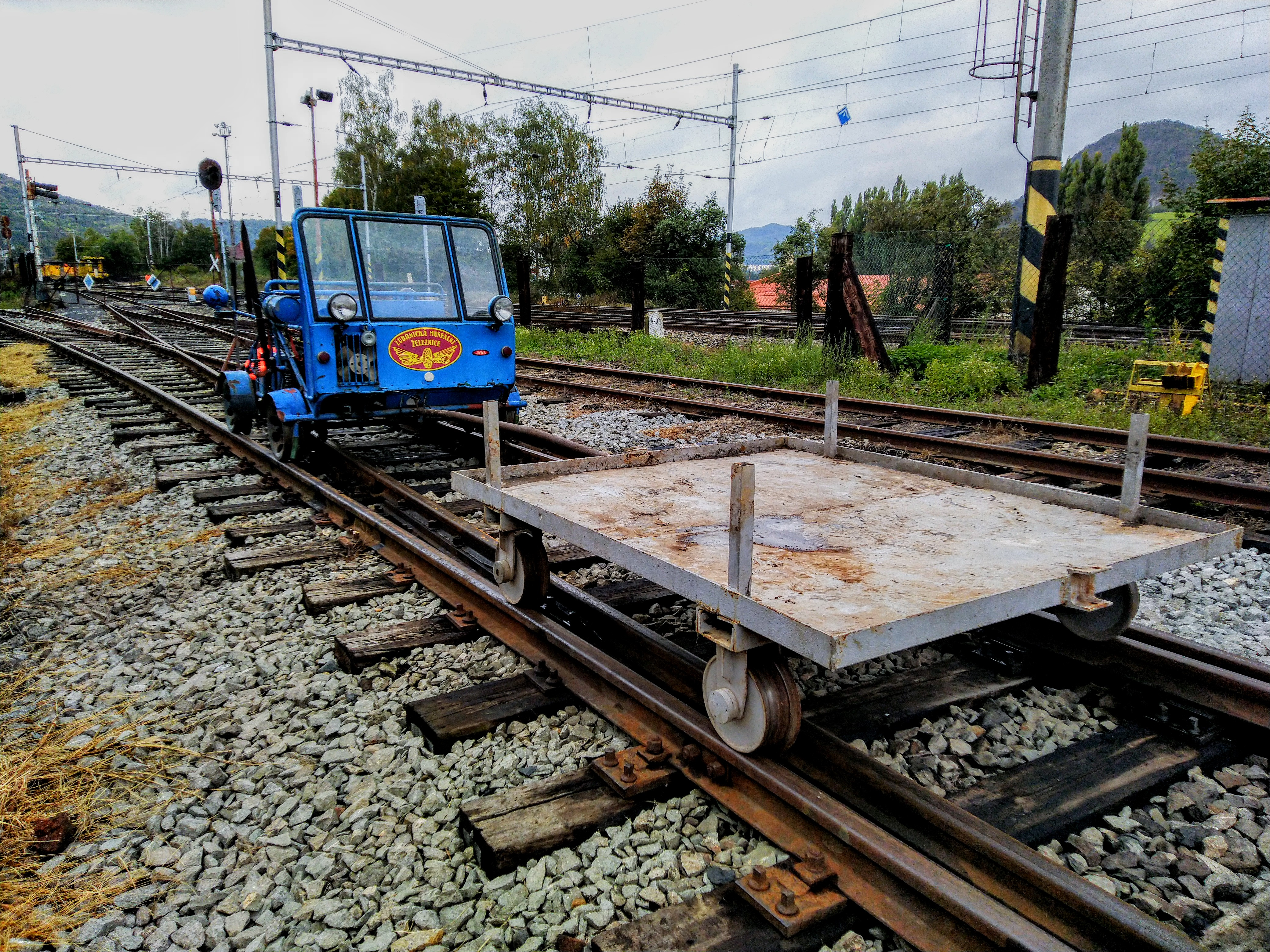
Drezína ve Velkém Březně, určená pro údržbové práce na trati.